# Dreifaltigkeitssäule (Bystrzyca Kłodzka)

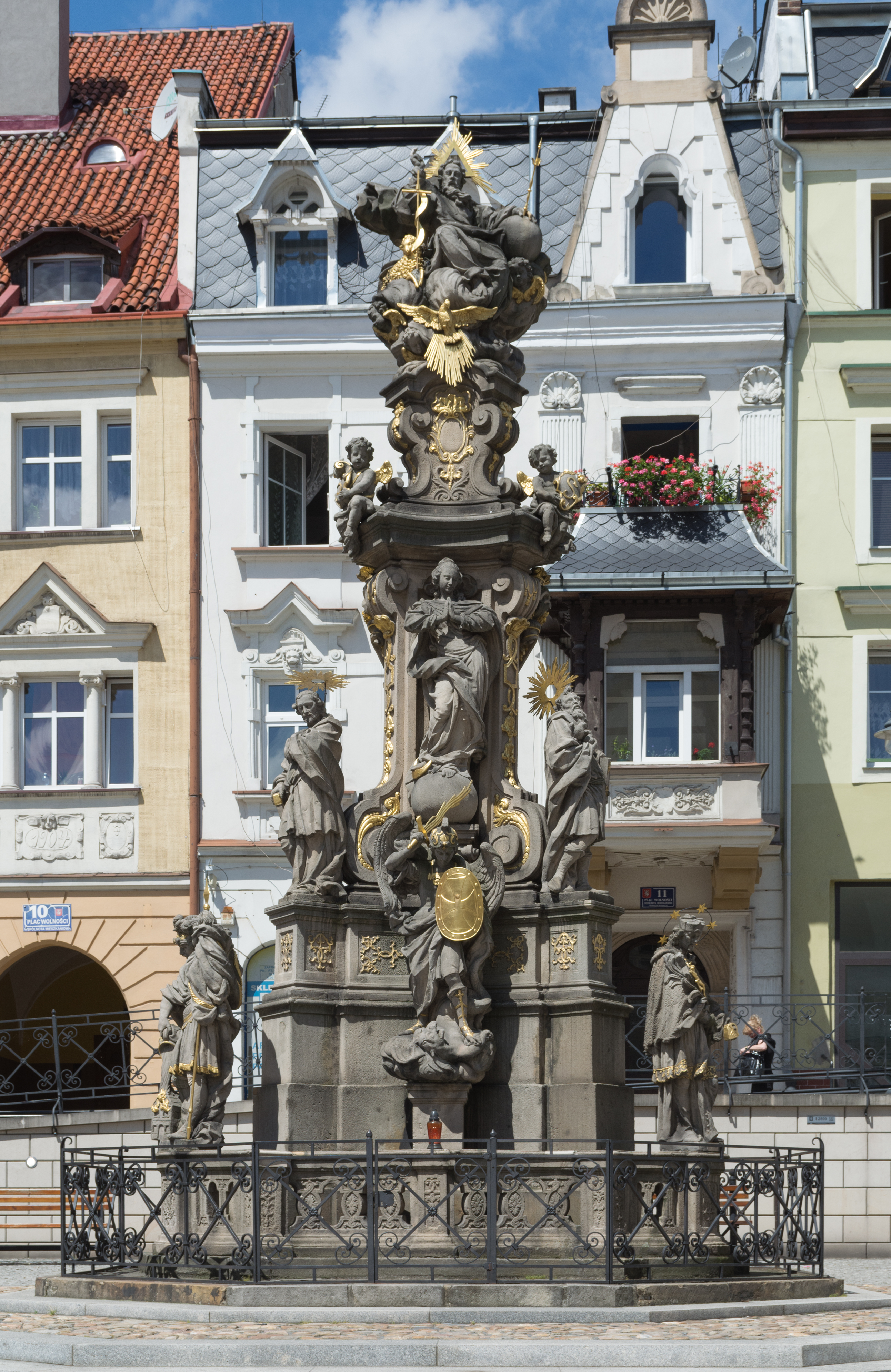
Dreifaltigkeitssäule

Die Dreifaltigkeitssäule von Bystrzyca Kłodzka (deutsch Habelschwerdt) ist eine spätbarocke Bildsäule aus Sandstein an der Nordseite des Habelschwerdter Rings (polnisch plac Wolności). Sie wurde vom Kamenzer Bildhauer Anton Jörg geschaffen und 1736 aufgestellt.

## Geschichte und Beschreibung
Stifter der Säule, die die Stadt vor Bränden bewahren sollte, war der Habelschwerdter Ratsherr Kasper Rudolf Kleinwachter. 1855 ließ Franz Tischbauer die Säule durch Alex Ziliack renovieren. Von 1900 bis 1902 wurde die Säule durch den Bildhauer Eisenberg restauriert und später im 1997 erneut durch Karl-Heinz Ludwig.
Die zehn Meter hohe Säule wird durch die Hl. Dreifaltigkeit gekrönt: Gott Vater mit Dreiecksnimbus, Erdkugel und Zepter, das Lamm Gottes und die Heiliggeisttaube. Darunter finden sich Putten und die Figuren Marias und Josephs, der hll. Anna und Joachim. Unterhalb Marias befindet sich der Erzengel Michael. Um den Sockel stehen die Figuren der hll. Florian und Franz Xaver sowie des böhmischen Landesheiligen Johannes Nepomuk. Die Säule ist von einer reich verzierten Balustrade umgeben.

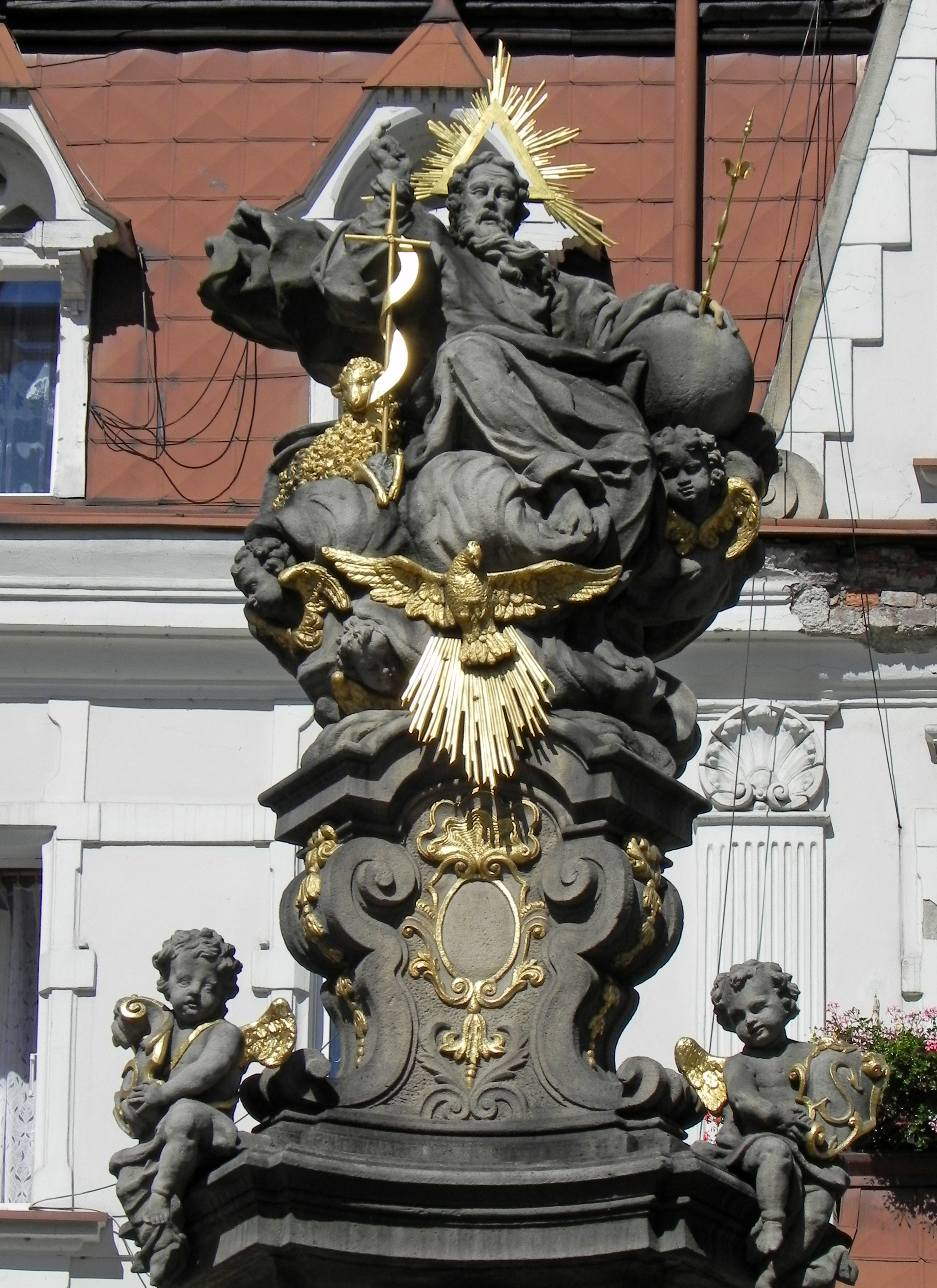
Hl. Dreifaltigkeit
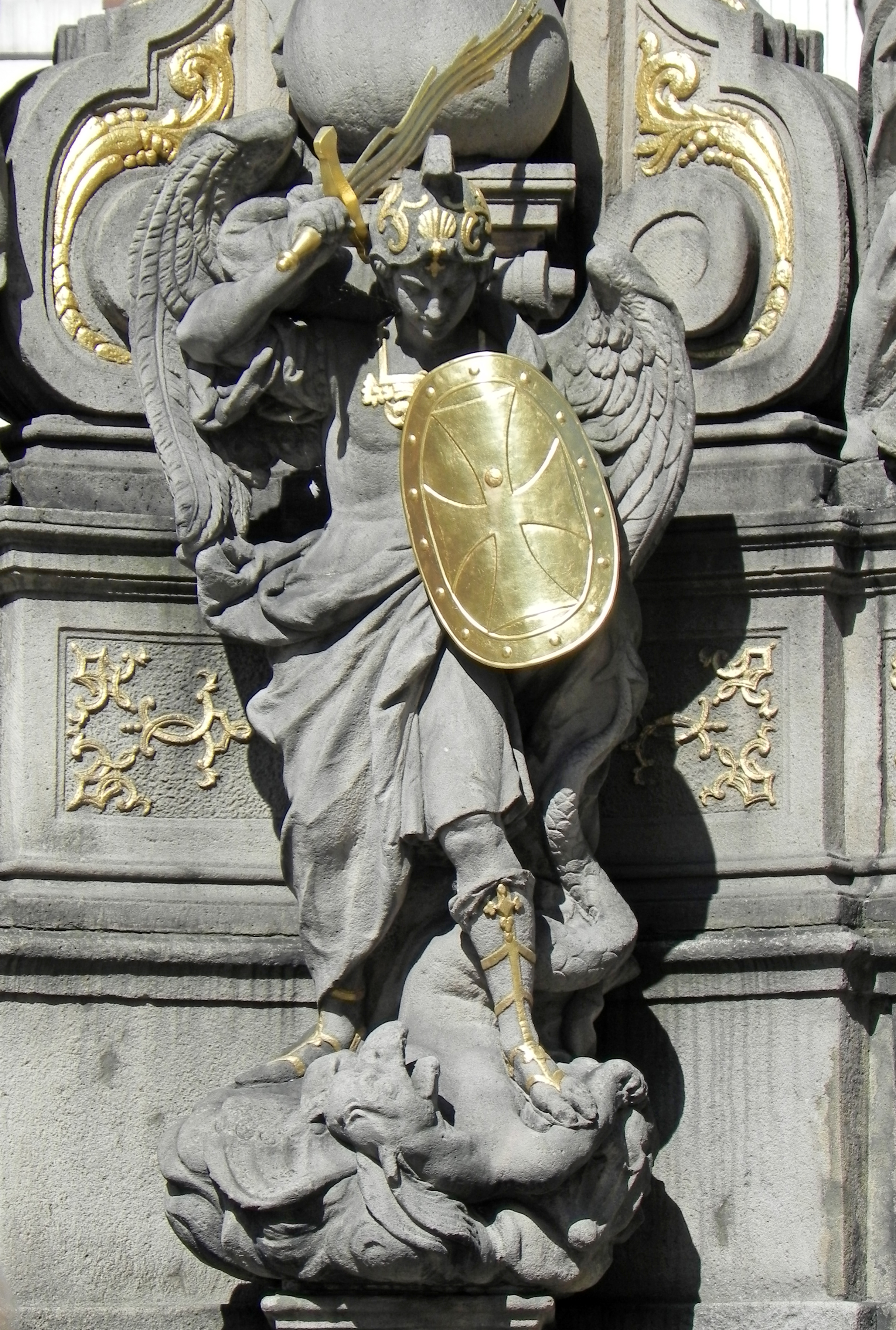
Erzengel Michael
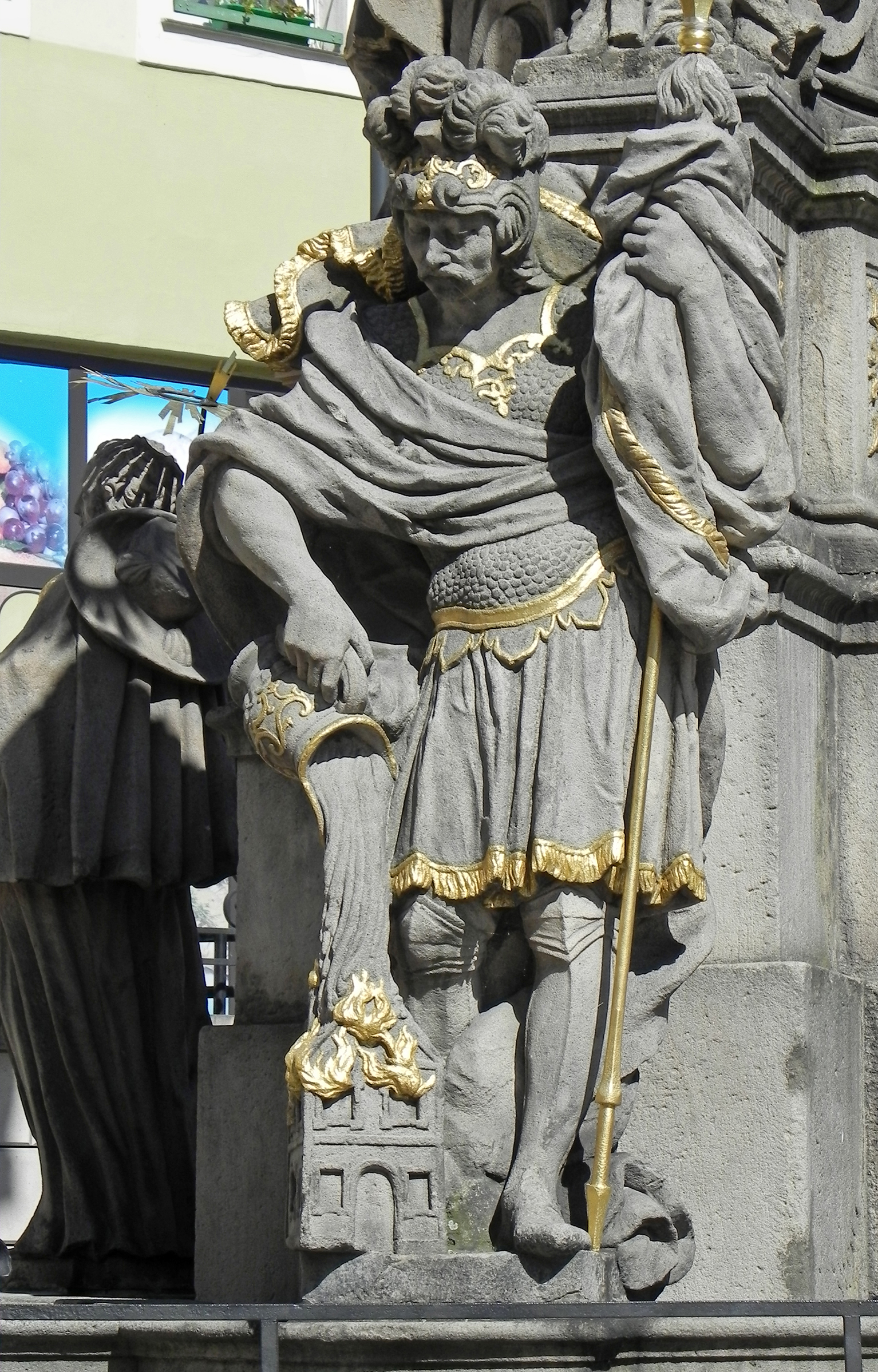
hl. Florian
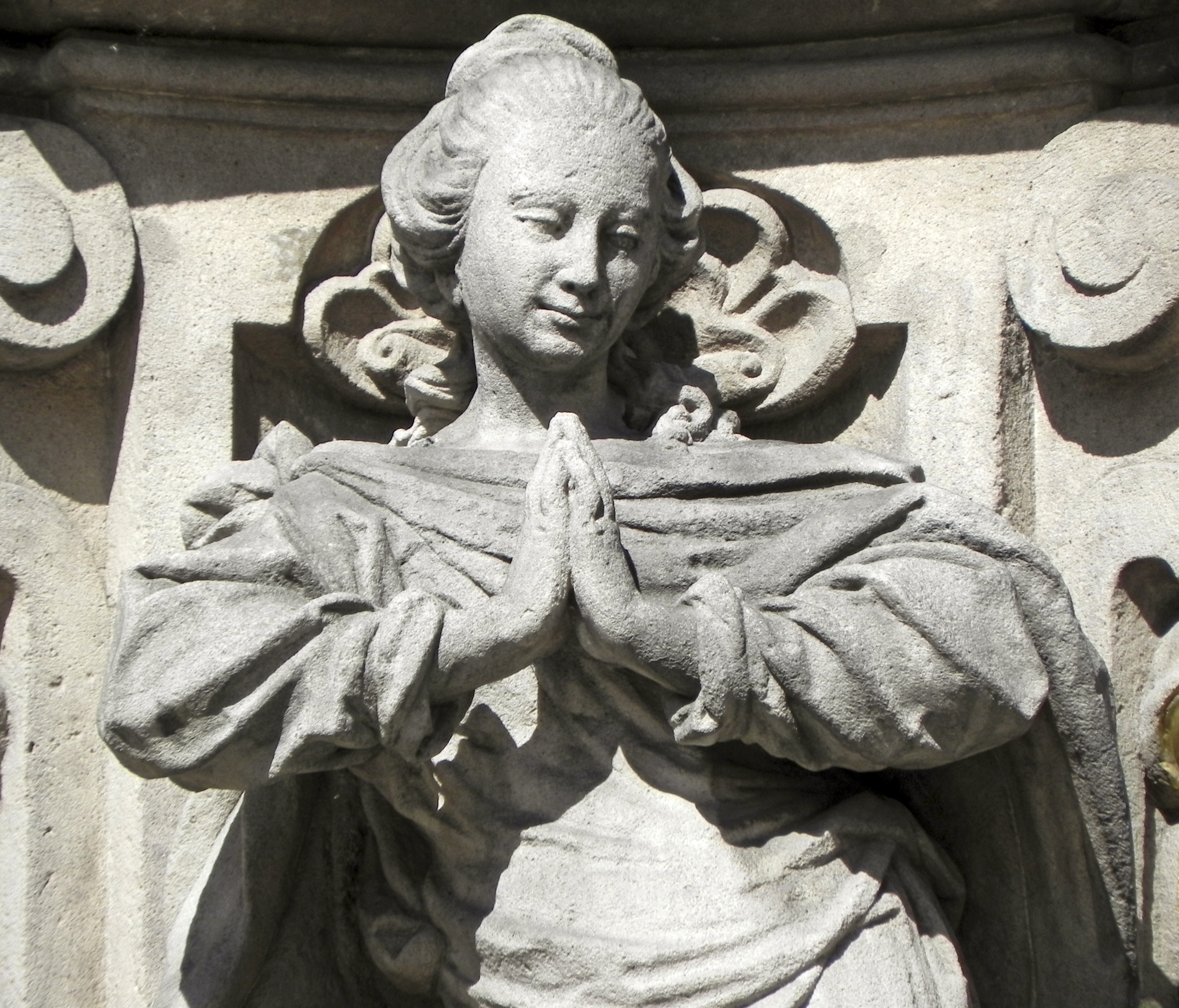
hl. Maria